# Carol Morris
Carol Ann Laverne Morris (Omaha, 8 de abril de 1936) é uma rainha da beleza norte-americana, vencedora do Miss USA e do Miss Universo 1956.

## Biografia
Nascida do estado de Nebraska, filha de um pastor de igreja cristã, na infância e na adolescência ela fez o curso básico no Kansas e o ensino secundário em Ottumwa, no estado de Iowa, para onde a família se mudou. Lá ela se tornou uma campeã de natação e trabalhou como salva-vidas. Com 1,70 m, olhos azuis e cabelos marrons quase negros, começou a entrar em concursos de beleza e ganhou o Miss Ottumwa, ainda como estudante do segundo grau. Durante a faculdade, entrou e venceu o Miss Iowa e representou o estado no Miss America, concurso concorrente do Miss USA, em 1954.
Dois anos depois, aos 20 anos, Carol disputou o Miss USA, que na época ocorria conjuntamente com o Miss Universo, mas com a escolha da vencedora nacional um dia antes. Vencendo novamente, representou o país no Miss Universo 1956 e se tornou a segunda norte-americana a vencer o concurso, derrotando 29 candidatas de outros países. Durante seu reinado, ela teve encontros com dois presidentes dos Estados Unidos, Harry Truman e Herbert Hoover, e entreteve tropas americanas estacionadas no Alaska com Bob Hope.
Sua volta à Ottumwa foi apoteótica, provocando a maior celebração já feita na cidade, com uma parada realizada em sua homenagem, em que ela desfilou ao lado do governador do estado e do troféu de quase um metro e meio de altura do Miss Universo.
Como prêmio pelo título, Morris assinou um contrato com o Universal Studios, trabalhou em pequenos filmes, um deles com Jeff Chandler, e fez diversas aparições na televisão. Em junho de 1959, casou-se com um magnata texano do petróleo vinte anos mais velho e vive hoje no Texas com a família.
Até 2010, Carol Morris ainda era a única Miss Iowa a ter vencido o concurso de Miss USA.